# Tybalmia funeraria
Tybalmia funeraria là một loài bọ cánh cứng trong họ Cerambycidae.